# Cartoonmuseum de Bâle – Centre d'art narratif
Le Cartoonmuseum Basel – Centre d'art narratif se consacre exclusivement, comme unique musée en Suisse, à l’art narratif, que ce soit le dessin, la bande dessinée, le roman graphique, le BD-reportage, le comic strip, la caricature ou le dessin animé. Il collectionne, expose, propose de la médiation pédagogique et contribue comme centre spécialisé au débat sur cette forme artistique et sur les sujets de société qu’il aborde.
Le musée dispose d’une collection représentative de plus de 12 000 œuvres d’auteurs et autrices originaires de Suisse et du monde entier. La spécialité du musée est l’organisation d’expositions sur un thème d’actualité ou sur des artistes particuliers. Les contenus des expositions sont complétés par un programme de médiation comprenant des visites guidées, des ateliers et des entretiens thématiques.
La bibliothèque du musée se compose d’ouvrages primaires et secondaires sur la bande dessinée, le comic strip et la caricature. Elle couvre un large éventail de titres populaires et bien établis, ainsi que des œuvres de la sous-culture et de la contre-culture. La boutique du musée offre un grand choix de cartes postales et propose une sélection de monographies, de comic strips et de bandes dessinées, qui sont actualisés et élargis au gré des expositions temporaires. En outre, le musée assume un rôle actif dans le milieu suisse de la bande dessinée et signe responsable de l’organisation (en coopération avec la Haute école d’art et de design de Lucerne et la Christoph Merian Stiftung) des Symposiums Nationaux sur le 9e art.

## L’histoire des collections  et le bâtiment
Le Cartoonmuseum Basel a été fondé et institué par le mécène bâlois Dieter Burckhardt (1914-1991) dont l’objectif était de rendre accessible au grand public ses collections privées de bandes dessinées, de dessins humoristiques, de comic strips et de caricatures. En 1979, il crée la fondation « Sammlung Karikaturen & Cartoons » (Collection Caricatures & Comic strips), qui continue d’être administrée aujourd’hui par la Christoph Merian Stiftung. En 1980, la première exposition est inaugurée au St. Alban-Vorstadt 9 sous le nom de « Karikatur & Cartoon Museum Basel » (Musée de la caricature & de la bande dessinée de Bâle). La collection du musée s’enrichit régulièrement par l’acquisition d’œuvres individuelles et la reprise de fonds entiers.
Le musée est situé dans le quartier bâlois St. Alban-Vorstadt. En 1991, la fondation y a acquis un bien immobilier appartenant à la vieille ville. Ce bâtiment de style gothique classique a été rénové par le bureau d’architectes Herzog & de Meuron et complété par une nouvelle construction. En mai 1996, le musée a ouvert ses portes à la nouvelle adresse St. Alban-Vorstadt 28. En 2009, il a été rebaptisé Cartoonmuseum de Bâle. Depuis décembre 2023, la mention « Centre d’art narratif » vient compléter le nom du musée et illustre la mission et l’ambition du Cartoonmuseum de Bâle.

## Exposition (Sélection)
- 2008/2009 Sempé
- 2011 Ralf König. Gottes Werk und Königs Beitrag
- 2012 Winsor McCay. Comics, Filme, Träume
- 2012/2013 Comics Deluxe! Das Comicmagazin Strapazin
- 2013/2014 Die Abenteuer der Ligne claire. Der Fall Herr G. & Co.
- 2014/2015 Joost Swarte. Zeichner und Gestalter
- 2015/2016 Joe Sacco. Comics Journalist
- 2016 Aline Kominsky-Crumb & Robert Crumb. Drawn Together
- 2016/2017 dr. Zep & mr. Titeuf
- 2017 Christoph Niemann. That’s How!
- 2017/2018 Lorenzo Mattotti. Imago
- 2018/2019 Le Monde de Tardi
- 2019 Joann Sfar. Sans début ni fin
- 2019/2020 Tom Tirabosco. Wonderland
- 2020/2021 Brecht Evens. Night Animals
- 2021 Big City Life
- 2021 Posy Simmonds. Close Up
- 2021/2022 Catherine Meurisse. L'Humeur au sérieux
- 2022 Lika Nüssli. Im Taumel
- 2022 Gabriella Giandelli. Kaleidoskope
- 2022/2023 Cosey. Vers l'inconnu
- 2023 Will Eisner. Graphic Novel Godfather
- 2023 Hécatombe Collectives
- 2023 Chris Ware. Paper Life
- 2023 Blutch. Demain!
- 2024 Dominique Goblet. Bas-Fonds
- 2024 Richard McGuire. Then and There, Here and Now

## Publications (Sélection)
- How to Love. Graphic Novellas by Actus Comics. Cartoonmuseum Basel (ed.). Christoph Merian Verlag, 2011,  (ISBN 978-3-85616-541-3)
- Comics Deluxe! Das Comicmagazin Strapazin. Cartoonmuseum Basel (ed.). Christoph Merian Verlag, 2012,  (ISBN 978-3-85616-577-2)
- Joost Swarte. Zeichner und Gestalter. Anette Gehrig (ed.). Cartoonmuseum Basel. 2014,  (ISBN 978-3-033-04806-5)
- Zeichner als Reporter. Joe Sacco. Comics Journalismus. Pierre Thomé, Anette Gehrig, Yves Noyau (ed.). Christoph Merian Verlag, 2015,  (ISBN 978-3-85616-671-7)
- Aline Kominsky-Crumb & Robert Crumb. Drawn Together. Anette Gehrig (ed.). Christoph Merian Verlag, 2016,  (ISBN 978-3-85616-819-3)
- Lorenzo Mattotti. Ligne Fragile. Anette Gehrig (ed.). Christoph Merian Verlag, 2017,  (ISBN 978-3-85616-846-9)
- Joann Sfar. Ohne Anfang und Ende – Comic in Arbeit. Anette Gehrig (ed.). Cartoonmuseum Basel, 2019
- Victoria Lomasko. Other Russias. Anette Gehrig (ed.). Cartoonmuseum Basel, 2019
- Tom Tirabosco. Trente oiseaux morts. Anette Gehrig (ed.). Cartoonmuseum Basel, 2019
- Christoph Fischer. Während ich schlief. Anette Gehrig (ed.). Christoph Merian Verlag, 2020,  (ISBN 978-3-85616-919-0)
- Brecht Evens. Idulfania. Cartoonmuseum Basel, Anette Gehrig (ed.). Christoph Merian Verlag, 2020,  (ISBN 978-3-85616-937-4)
- Gabriella Giandelli. Mirabile Bestiarium. Cartoonmuseum Basel, Anette Gehrig (ed.). Christoph Merian Verlag, 2022,  (ISBN 978-3-85616-980-0)
- Richard McGuire. Then and There, Here and Now. Cartoonmuseum Basel, Vincent Tuset-Anrès, Anette Gehrig, Richard McGuire (ed.). Christoph Merian Verlag, 2024,  (ISBN 978-3-03969-024-4)

## Directors and curators
- 1979–1994 Jürg Spahr
- 1995–2004 Daniel Bolsiger
- 2004–2007 Simone Thalmann, Michael Mauch
- 2008 Anna Bonacci (De janvier à août 2008, ad interim)
- Seit 2009 Anette Gehrig[1]